# Nikolai Wassiljewitsch Ogarkow

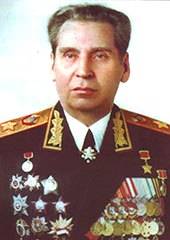
Nikolai Ogarkow

Nikolai Wassiljewitsch Ogarkow (russisch Николай Васильевич Огарков; * 17. Oktoberjul. / 30. Oktober 1917greg. in Molokowo, Gouvernement Twer; † 23. Januar 1994 in Moskau) war ein Marschall der Sowjetunion und von 1977 bis 1984 Chef des Generalstabes der Sowjetischen Armee.

## Leben
Ogarkow wuchs in einer bäuerlichen Familie auf, absolvierte im September 1937 die Arbeiterfakultät (RabFak) auf energetischem Gebiet und studierte anschließend für etwa ein Jahr am Moskauer Bautechnischen Institut. 1938 begann er seinen Dienst bei der Roten Armee, schloss die Astrachaner Infanterieschule und 1941 die Kuibyschew-Militärakademie für Pioniertruppen ab.

### Zweiter Weltkrieg
In der kämpfenden Truppe war Ogarkow ab Juni 1941 und übernahm den Posten des Regimentsingenieurs an der West- sowie der Karelischen Front.
Ab Dezember 1942 wurde er Gehilfe des Stabschefs der Pioniertruppen der 32. Armee und ab August 1943 Gehilfe des Chefs der operativen Abteilung des Stabes der Pioniertruppen an der Karelischen Front. An der Karelischen sowie der 2. und 3. Ukrainischen Front war er ab Mai 1944 Divisionsingenieur der 122. Schützendivision.

### Nachkriegszeit

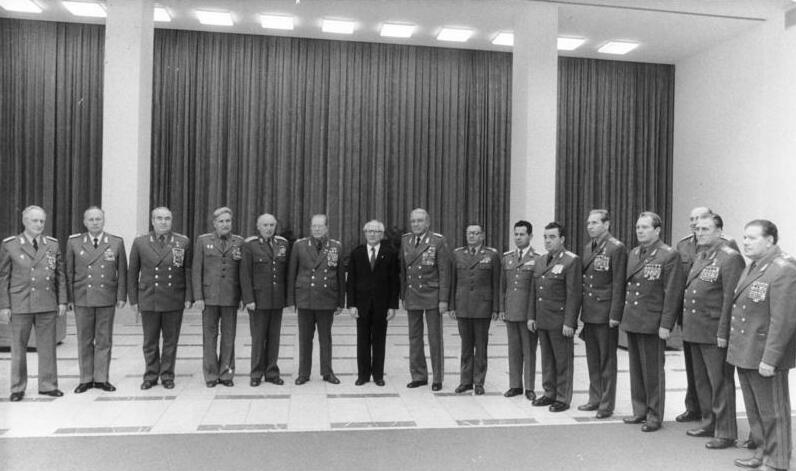
Nikolai Ogarkow (5. v. r.) beim Empfang der Mitglieder des Komitees der Verteidigungsminister des Warschauer Paktes am 20. Oktober 1983 in Berlin durch Erich Honecker

1947 beendete er ein erneutes Studium an der Kuibyschew-Militärakademie für Pioniertruppen und 1959 die Militärakademie des Generalstabes. Von 1945 bis 1946 war Ogarkow Gehilfe des Stabschefs der Pioniertruppen des Transkarpatischen Militärbezirks, von 1947 bis 1948 stellvertretender Abteilungschef in der Führung der Pioniertruppen dieses Militärbezirks und von 1948 bis 1949 Offiziersältester der operativen Führung des Stabes des Oberkommandierenden der Fernöstlichen Streitkräfte. Von 1949 bis 1953 wurde er dann Abteilungschef jener operativen Führung und am 4. September 1950 zum Oberst befördert. Ab 1953 war er stellvertretender Chef und schließlich ab 1955 Chef dieser Führung sowie stellvertretender Stabschef des Fernöstlichen Militärbezirks. Am 11. Juli 1957 erfolgte seine Ernennung zum Generalmajor. In den Jahren von 1959 bis 1961 kommandierte Ogarkow eine Motorisierte Schützendivision in der Gruppe der Sowjetischen Streitkräfte in Deutschland (GSSD). Darauf folgte eine Tätigkeit als Stabschef und stellvertretender Kommandant der Streitkräfte des belarussischen Militärbezirks und am 22. Februar 1963 die Beförderung zum Generalleutnant.
Von 1965 bis 1968 war er Kommandeur der Streitkräfte des Wolga-Militärbezirks. Währenddessen wurde er am 25. Oktober 1967 zum Generaloberst befördert. Die nächsten sechs Jahre arbeitete er als stellvertretender Generalstabschef und von März 1974 bis Januar 1975 als stellvertretender Verteidigungsminister der UdSSR. Am 5. Oktober 1973 wurde Ogarkow zum Armeegeneral und am 14. Januar 1977 zum Marschall der Sowjetunion ernannt. Chef des Generalstabes und 1. Stellvertreter des Verteidigungsministers war er von 1977 bis 1984.
Auf Befehl des Präsidiums des Obersten Sowjets der UdSSR vom 28. Oktober 1977 wurde ihm für „den großen Beitrag zur Entwicklung und Vervollkommnung der Sowjetischen Streitkräfte“ der Titel „Held der Sowjetunion“ verliehen.
Von September 1984 bis Juni 1988 leitete er als Oberkommandierender die Streitkräfte der Westarmeen und von 1988 bis 1992 war er Teil der Gruppe der Generalinspekteure des Verteidigungsministeriums. Von Januar bis September 1992 beriet Ogarkow den Generalstabschef der Vereinten Streitkräfte der Gemeinschaft Unabhängiger Staaten und bis zu seinem Tod war er Berater im Verteidigungsministerium der Russischen Föderation. Nach seinem Ableben wurde Ogarkow auf dem Nowodewitschi-Friedhof in Moskau beigesetzt.
Ogarkow war seit 1971 Mitglied des ZK der KPdSU und Deputierter des Obersten Sowjets.
Er maß der Theorieentwicklung zur Steuerung strategischer Kernwaffen und der Raketenabwehr große Bedeutung bei. Faktisch schuf er im Generalstab ein Zentrum für operativ-strategische Forschung.
1983 trat Ogarkow im Fernsehen mit einem Bericht über den Abschuss eines südkoreanischen Passagierflugzeuges an die Öffentlichkeit.

## Auszeichnungen
- Held der Sowjetunion (28. Oktober 1977)
- Leninorden (2x: 28. Oktober 1977, 28. April 1980)
- Leninpreis (1981)
- Orden der Oktoberrevolution (29. Oktober 1987)
- Rotbannerorden (21. Februar 1969)
- Suworoworden 1. Klasse (4. November 1981)
- Orden des Vaterländischen Krieges 1. Klasse (2x: 23. Juni 1945, 6. April 1985)
- Orden des Vaterländischen Krieges 2. Klasse (22. Oktober 1944)
- Orden des Roten Sterns (2x: 5. November 1954, 28. Oktober 1967)
- Orden „Für den Dienst am Vaterland in den Streitkräften der UdSSR“ 3. Klasse (30. April 1975)
- weitere Medaillen der UdSSR sowie Orden und Medaillen anderer Länder